# Chaillac-sur-Vienne
Chaillac-sur-Vienne település Franciaországban, Haute-Vienne megyében. Lakosainak száma 1253 fő (2022. január 1.). Chaillac-sur-Vienne Saint-Junien, Rochechouart, Saillat-sur-Vienne, Saint-Auvent és Saint-Martin-de-Jussac községekkel határos.

## Népesség
A település népességének változása:
| Lakosok száma | 1217 | 1235 | 1258 | 1235 | 1252 | 1257 | 1254 | 1256 | 1253 |
|               | 2013 | 2015 | 2016 | 2017 | 2018 | 2019 | 2020 | 2021 | 2022 |